# Alter Hof

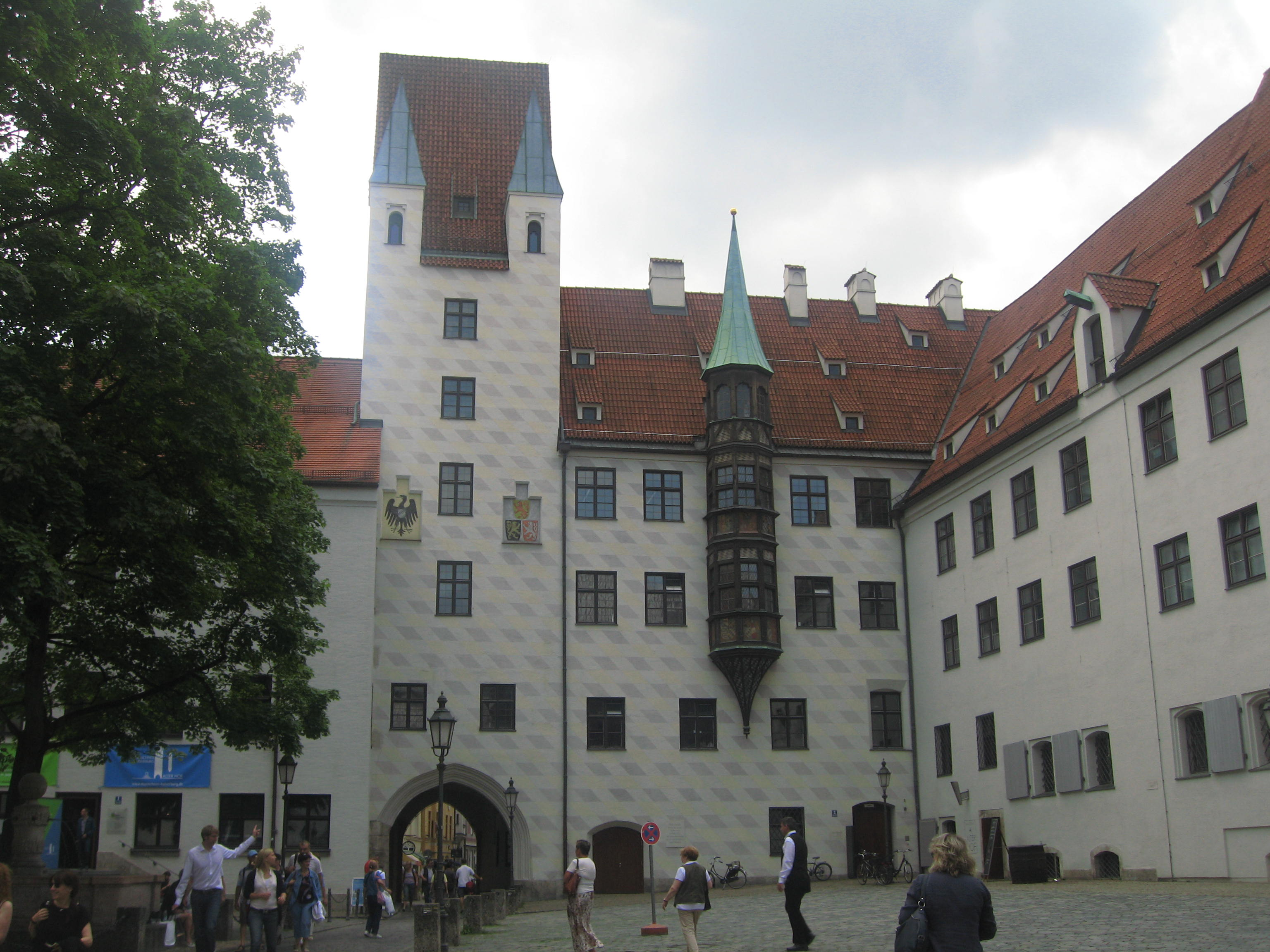
Alter Hof (Burgstock)

Alter Hof (Curtea Veche) este o fostă reședință imperială din München a împăratului Ludovic al IV-lea, Împărat al Sfântului Imperiu Roman, fiind formată din cinci aripi Burgstock, Zwingerstock, Lorenzistock, Pfisterstock și Brunnenstock.
Săpăturile arheologice au demonstrat că un castel exista deja acolo încă din secolul al XII-lea. După prima împărțire a Bavariei în 1255, Alter Hof a devenit reședința lui Ludovic al II-lea, Duce de Bavaria; în acea vreme, palatul se afla în partea de nord-est a orașului. El a devenit prima reședință imperială permanentă în Sfântul Imperiu Roman din timpul fiului ducelui, Ludovic al IV-lea, Împărat al Sfântului Imperiu Roman.
Capela Sf. Lorenz din partea de nord, care a fost demolată în secolul al XIX-lea, a găzduit odată bijuteriile imperiale. După câteva răscoale, castelul a devenit prea nesigur și ducii Wittelsbach s-au mutat în palatul Residenz. Începând din secolul al XV-lea, castelul a fost doar reședință a mai multor departamente guvernamentale.
Aripa de vest construită în stil gotic târziu (Burgstock cu turnul său și fereastra cu ornamentații și Zwingerstock), care a fost modificată în timpul ducelui Sigismund, a fost conservată până în prezent. După distrugerile din cel de-al doilea război mondial castelul a fost reconstruit. Porțiuni din acesta (Lorenzistock, Pfisterstock și Brunnenstock) au fost reamenajate în 2005/2006 pentru a servi ca birouri și apartamente de lux. Castelul găzduiește, de asemenea, un "centru de informare turistică despre castelele bavareze".

## Curtea monetăriei (Alte Münze)

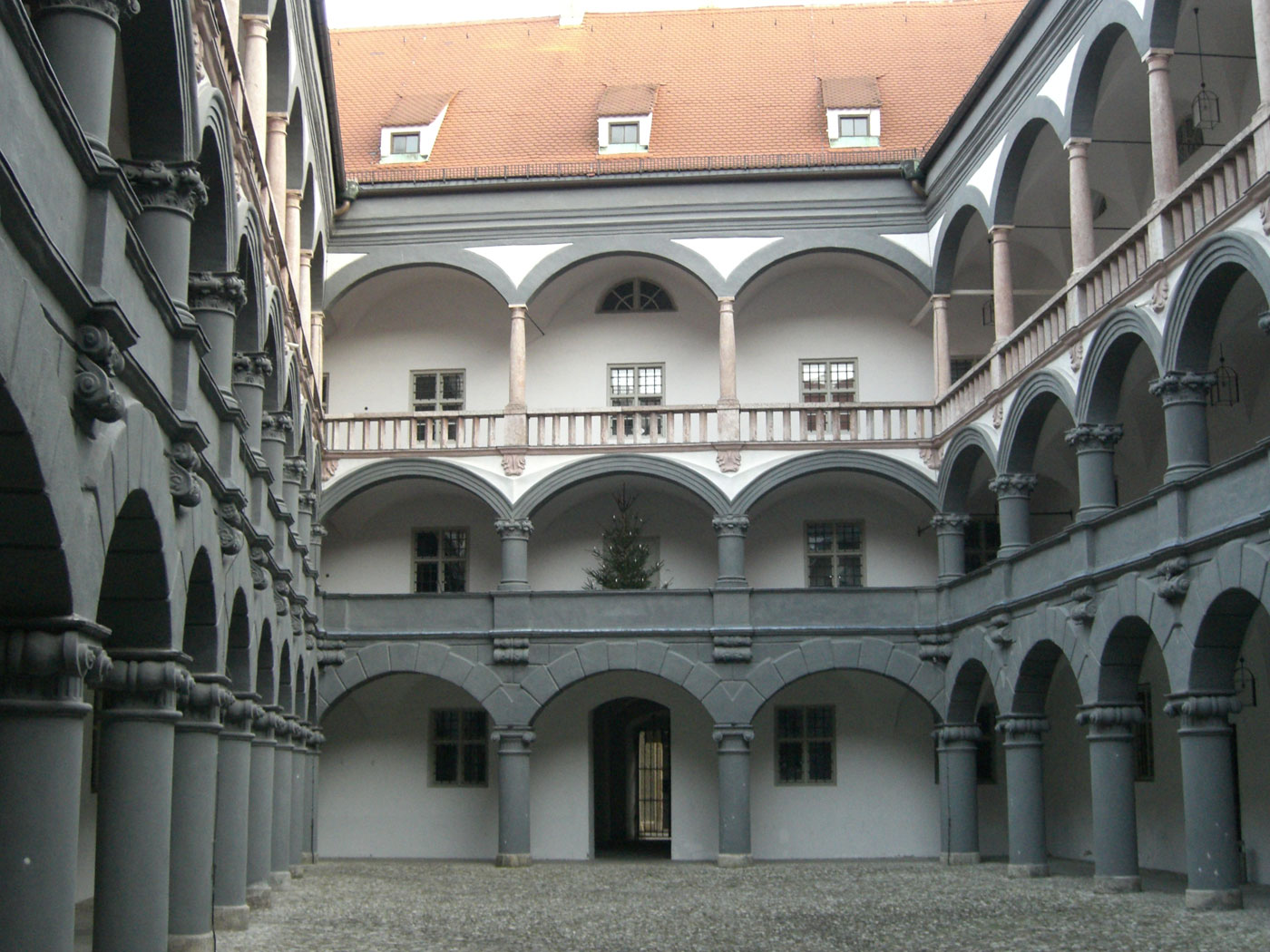
Curtea monetăriei

Un arc aflat în partea de nord face legătura între castel și o clădire în stil renascentist, care a servit inițial pentru grajdurile ducale și colecțiile de artă ale lui Albert al V-lea, Duce de Bavaria. Aceasta a fost construită de către arhitectul Wilhelm Egkl în 1563. Mai târziu, ea a servit ca monetărie. Curtea interioară și-a păstrat arcadele sale renascentiste în timp ce fațada de vest a fost reproiectată în 1809, în stil neoclasic. În cele din urmă, fațada de nord a fost ornamentată cu decorațiuni în stil neogotic atunci când a fost construită Maximilianstrasse pentru a se potrivi cu conceptul noului bulevard regal.